# Cheonggyecheon
Cheonggyecheon is een 10,9 kilometer lange beek die door het centrum van Seoel stroomt waarna hij uitmondt in de Jungnangcheon (중랑천), welke weer uitmondt in de Han rivier.

## Geschiedenis
De Cheonggyecheon was oorspronkelijk een bescheiden rivier. De waterafvoer bereikte soms een hoog niveau waardoor omliggend land onder water kwam te staan. Aan het begin van de 15e eeuw, tijdens de Joseondynastie, werden al maatregelen genomen, de rivier werd uitgediept en er kwamen dijken om overstromingen te voorkomen. Het onderhoud aan de rivier raakte in het slop en door de terugkerende problemen met overstromingen werd in 1760 de rivier weer uitgebaggerd en rechtgetrokken om de doorstroming te verbeteren.
Halverwege de jaren vijftig van de 20e eeuw lag de rivier te midden van een grote sloppenwijk. De Koreaanse Oorlog was afgelopen, maar de oorlogsschade was nog lang niet hersteld. De rivier was zwaar vervuild en het verkeer in de stad kampte met veel knelpunten. Het plan om de rivier te dempen en er een weg over aan te leggen werd aangenomen. Tijdens de Japanse koloniale periode was hiermee al een begin gemaakt en in 1958 werd het werk voltooid.
In 1967 kwam het plan om over de gedempte rivier een verhoogde autosnelweg aan te leggen. Deze 5,8 kilometer lange weg werd omstreeks 1976 voltooid. Aan het begin van de 21e eeuw begon de snelweg gebreken te vertonen. Uit veiligheidsoverwegingen kwam er een verbod voor vrachtwagens. De roep om de snelweg te slopen werd sterker en milieugroeperingen maakten zich sterk de oude rivier weer terug te brengen.

## Restoratie
Tijdens het bewind van Syngman Rhee werd de beek gedempt om plaats te maken voor een weg. Tijdens de ambtstermijn van Lee Myung-bak als burgemeester van Seoul startte het project om Cheonggyecheon te restaureren.
In september 2005 werd de beek opengesteld voor het publiek.

## Galerij

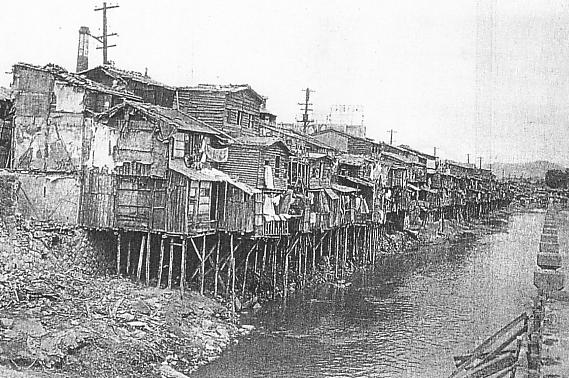
Huizen langs de rivier tijdens de Japanse bezetting van Korea (1910-1945)
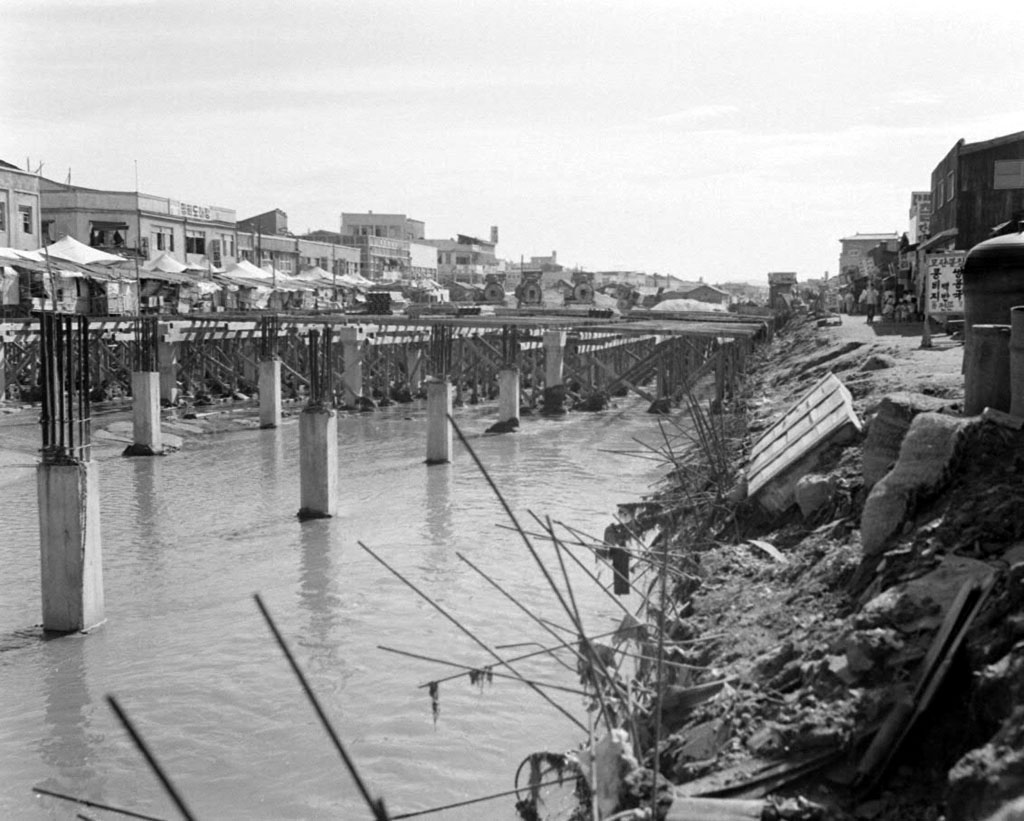
Werkzaamheden om de rivier af te dekken (1955)
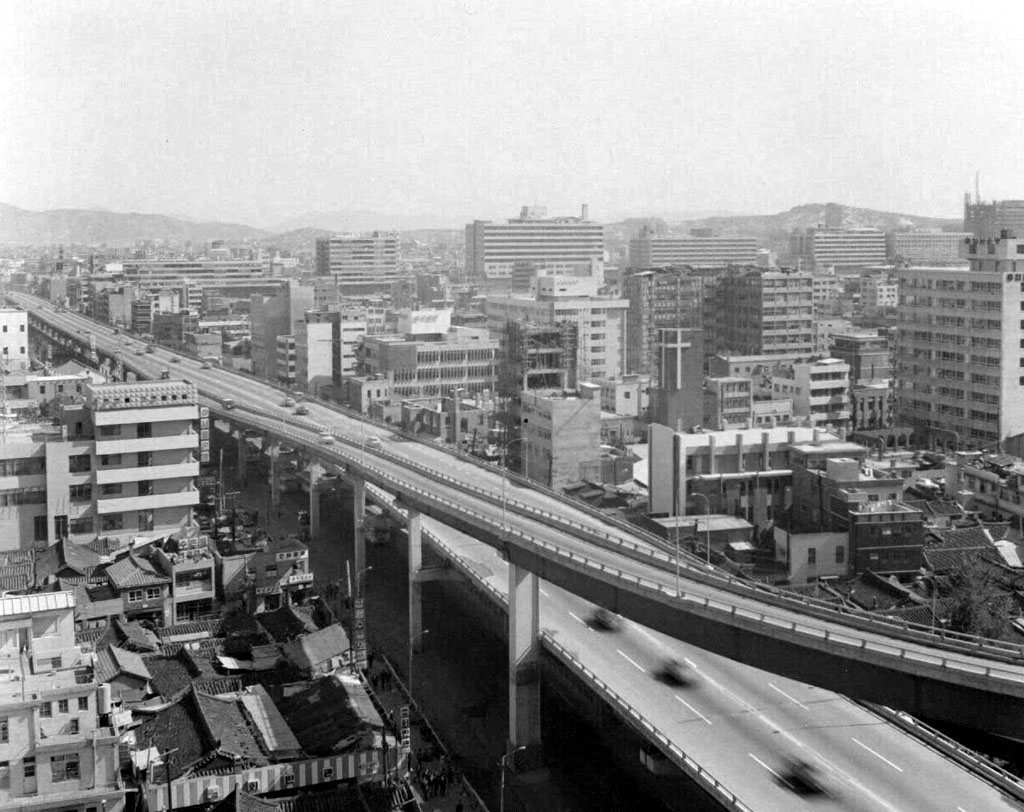
Verhoogde snelweg boven de rivier (1969)
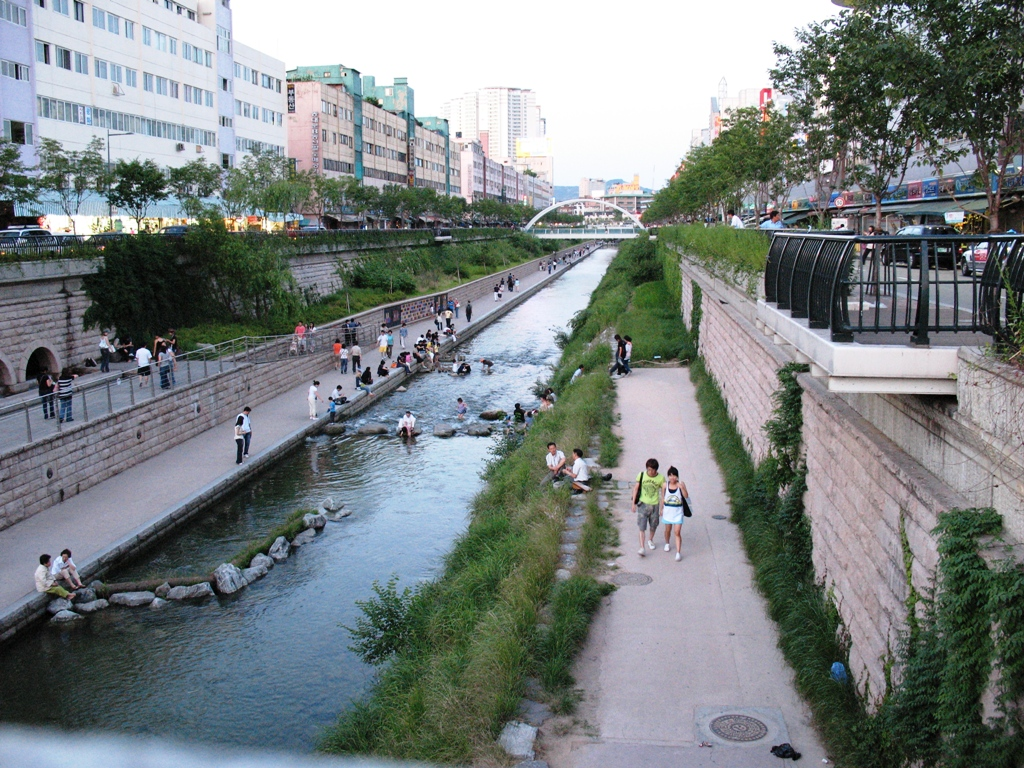
Herstel van de rivier (2007)